# هیچ‌کس نخواهد گریخت
هیچ‌کس نخواهد گریخت (انگلیسی: None Shall Escape) یک فیلم در ژانر درام و جنگی به کارگردانی آندری دی‌تاث است که در سال ۱۹۴۴ منتشر شد. از بازیگران آن می‌توان به مارشا هانت، الکساندر ناکس، هنری تراورز، فلیکس باش، دوروتی موریس، شرلی میلز و ری تیل اشاره کرد.